# ジブラルタルペディア

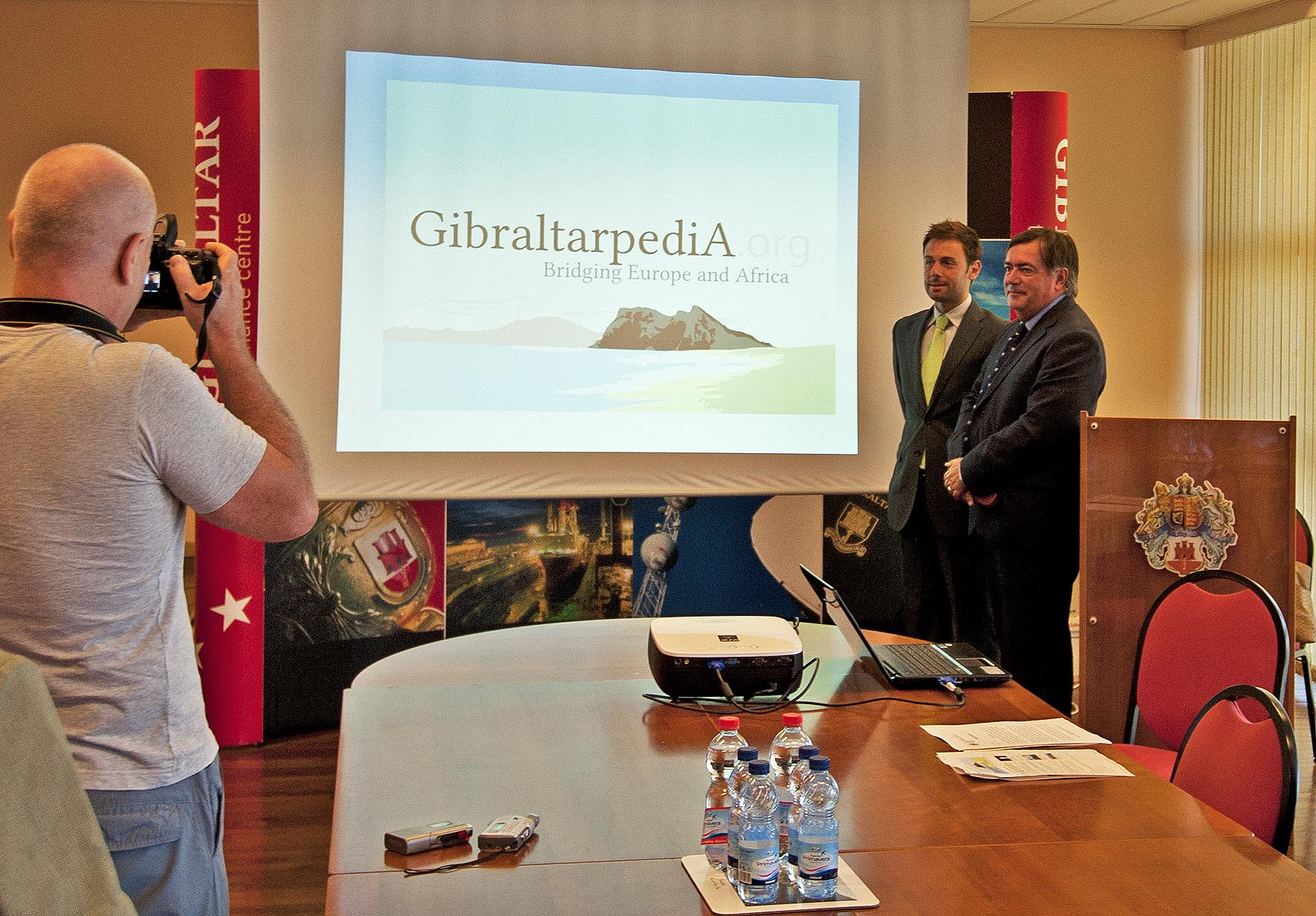
ジブラルタルの観光大臣ニール・コスタ（2012年7月18日、ジブラルタル政府による発表会見）

ジブラルタルペディア(Gibraltarpedia)はオンラインの百科事典であるウィキペディアとイギリスの海外領土であるジブラルタルをリンクさせるプロジェクトである。5月に始まった南ウェールズの街モンマスとウィキペディアを結びつけるプロジェクト（モンマスペディア）に続き、ウィキメディア財団と商標使用許諾契約を結んだジブラルタル政府が2012年7月に開始した。
2012年9月にこのプロジェクトにおけるジブラルタル観光局の役割をめぐって広く議論がたたかわされ、観光局が商業的な関心を高めるためにプロジェクトを利用していたか、ジブラルタル政府とウィキメディア・イギリスの理事との間で有給のコンサルタント契約が交わされたことにより利害の衝突が起こったかが論点となった。

## プロジェクト

### 視野と構造
ジブラルタルペディアのウェブサイトによると、このプロジェクトは「可能なかぎり多くの言語で著名な場所、人物、アーテファクト〔ﾏﾏ〕、動植物の一つ一つをカバーすることを目標にしている」。その対象はジブラルタル海峡、ジブラルタル湾沿いにあるスペインの自治体、モロッコ北端の丘、ジブラルタルの対岸にあるスペインの飛地領セウタにも及んでいる。ウィキプロジェクトの一つとして組織化され、ボランティアの編集者、ジブラルタル政府、ジブラルタル観光局、ジブラルタル博物館、ロジャー・バムキン（ウィキメディア・イギリスの元理事）らのコラボレーションが実現した。

### 成立
2012年7月にウィキメディア・イギリスとジブラルタル政府がジブラルタルペディア・プロジェクトを始動させた。大本となるアイディアはウィキペディアに記事を投稿していたジブラルタル人タイソン・リー・ホームズが思いついたものである。モンマスペディアに触れたホームズは、同じようなプロジェクトはジブラルタルにとっても有益だと考えたのだ。ホームズはジブラルタル博物館のスチュワート・フィンレイソンに連絡をとり、今度はフィンレイソンがウィキメディア・イギリスの代表とコンタクトをとった。この計画を検討するためにモンマスペディアの主催者もジブラルタルに招待された。
ジブラルタル政府はこのプロジェクトが観光を促進する手段になると考えており、実際にジブラルタル観光局がこのプロジェクトの成立に大きな役割を果たした。観光相であるニール・コスタはウェールズの新聞社に「我々は政府として、機会が訪れたならそれを逃すことのない、打てば響くような存在でなければならないと常に主張してきました」と語っている。コスタはウィキペディア側の人間のためジブラルタルで協議の場を設け、ジブラルタル博物館のスタッフによる史跡のツアーも開催した。
政府ははじめ「内心ジブラルタルにそれほど関心がなく、不正確であったりネガティブな記事を書く」ウィキペディア編集者の存在を懸念していた。この不安が和らいだのには、伝えられるところによると、ウィキメディア・イギリスの言質があったという。政府関係者がジブラルタル・クロニクル紙に語っているが、「ウィキメディア・イギリスの方たちが自己調整という側面があると請け合ってくれました。私たちは地元のボランティアの皆さんに記事上で起こることに目を光らせていただきたいと思います。ひどいことが起こるでも〔ﾏﾏ〕、何秒かしたらまったく簡単に以前のページに戻してもらえることでしょう」。
2012年6月、ジブラルタル政府はモンマスペディアの共同設立者でありウィキメディア・イギリスの理事であったロジャー・バムキンとウィキペディアの編集者ジョン・カミングスとの同意書にサインした。バムキンはコンサルタントとしてQRコードの作成とプロジェクトの寄稿者の養成に関してアドバイスを行った。彼は2012年7月にウェスタン・メール紙上で「世界中の第二のウィキペディア・タウンになりたい土地からの招待状におぼれた末に」ジブラルタルを次のプロジェクトの場所に選んだと語っている。

### ワークショップ
ウィキペディア―より正確にはジブラルタルペディア―への投稿を促進するワークショップが2012年7月の終わり頃にジブラルタルで開催された 。ジブラルタルペディアのコーディネーターとなったタイソン・リー・ホームズはプロジェクトが「みんなが何よりも時代ごとの歴史や有名な建物、人物伝のページを編集することに興味をもってもらう」ことを目指しているとジブラルタル放送協会に対して語っている。

### QRコードの計画

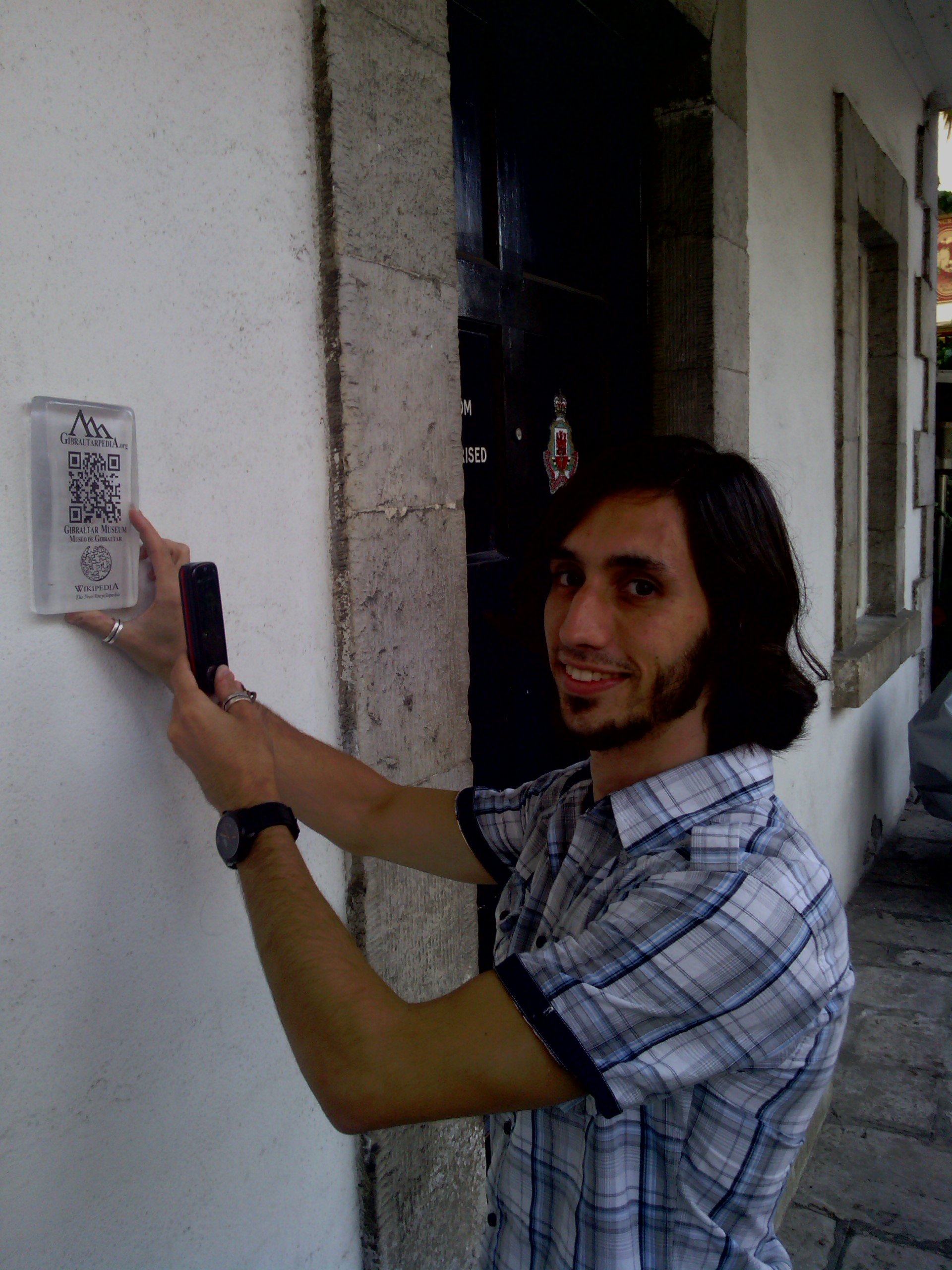
試験的に設置されたQRコードを読み取るタイソン・リー・ホームズ

このプロジェクトはジブラルタル中の有名な事物をカバーするウィキペディアの記事にスマートフォンから多言語でアクセスできるようにQRペディアのQRコードを使用する予定である。実現した場合は、観光客がQRコードを読むスマートフォンに設定された言語でウィキペディアの記事を検索することができる。プロジェクトはジブラルタルの重要な建物にQRコードのついた飾り版を設置することも計画している。ロジャー・バムキンはこのシステムを観光客が携帯でQRコードに「タップ」できる「タップ･テクノロジー」と呼んでいる。

## 議論

### BBCの報道
2012年9月18日、BBCニュースがジブラルタルペディアに関する報道を行った。BBCによれば、観光は「ジブラルタル経済に大きな役割を果たしている」上に、ジブラルタル当局は「収入を増やすためにこの機会を利用することに熱心である」。またボランティアが「様々な言語版で一日に20もの記事を産み出しており」、ロジャー・バムキンはジブラルタルで何週間にもわたって「この地域の歴史に関する写真や地図、情報を投稿する人をさらに探している」。

### 利害の衝突

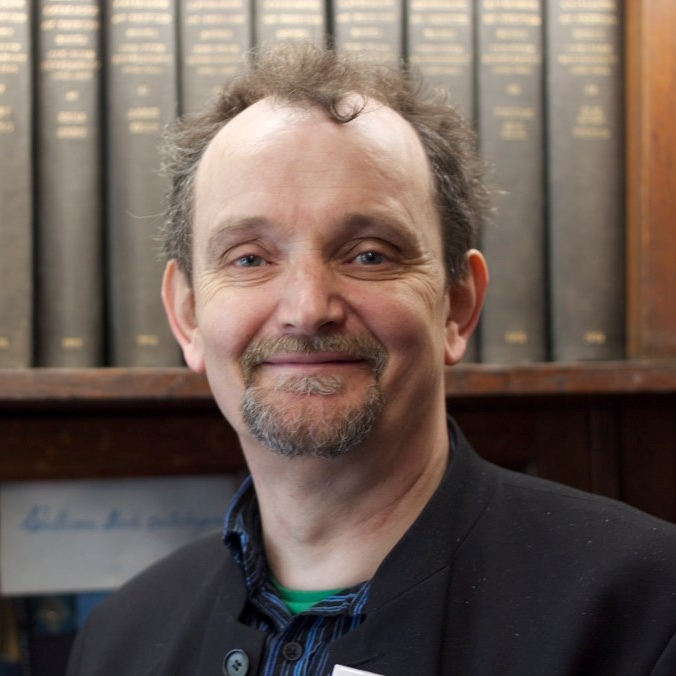
ロジャー・バムキン（2012年のウィキカンファレンス・イギリスで）

2012年9月18日にはCNETによってバムキンが「ウィキペディアのメインページに掲載される新着記事や」それ以外のウィキペディアのリソースを「使ってクライアントのプロジェクトの宣伝を行っているようだ」と報道された。FOXニュースはジブラルタルが「ウィキペディア上で垂涎の的であるメインページの新着記事コーナーに8月だけで18回も特集されている…人もうらやむ月8億ページビューという数字をジブラルタルが利用できた」と報じた。またバムキンが報酬を受けてジブラルタル政府とコンサルタント契約を結んでいたことも激しい議論の対象となり、結果としてル・モンド紙をはじめ多くのメディアで批判の対象となった.。

スレイト・マガジンは報道各社の懸念を次のようにまとめている。
「誰がみても「遊ぶなら払う」(pay-to-play)型のプラットフォームとなったら、ウィキペディアはもはや中立的で普遍的な情報の源泉でなくなるだろう。つまりまったく別ものであり、とくに抜け目ないブランドがカモフラージュした広告をのせる商業ウェブサイトと同じになる。ずる賢い企業であればどこでも広報が上辺だけは魅力的な商品の事実を並べて宣伝することができるようになるだろう。もし新着記事のページが急にGAPやマーズバーに関するトリヴィアで独占されたならば、読者の多くはすぐにきな臭いと感じるだろうが、それと悟られないようにブランドや主張を表現することのできるPRのプロはいくらでもいるのである」
ブランドチャンネルはこの論争を報じるとともに、ウィキペディアの編集者への金銭の支払いが「今日まで築きあげたウィキペディアというブランドへの重大な脅威になる」と報じている。ザ・レジスターは、この問題を「ウィキメディア・イギリスを運営する友人や仕事関係の知人でまとまった結束の強い集団がかかわったスキャンダルはそのチャリティー団体という立場を危ういものにする可能性がある」と表現した。

### 論争への対応
メディア各社がこの議論に対するウィキペディアの創設者ジミー・ウェールズのコメントを報じている。ウェールズは「支部の役員であってもなくてもウィキペディアと関係のあるチャリティー事業において何らかの正式な役職にある者がウィキペディアのトップページでもどこでも良い場所を確保した見返りに顧客から金銭を受けとるというのは非常に不適切だ」と述べている。
ウィキメディア・イギリスに対する利益相反報告書のなかで、バムキンは報酬を受けて編集に関わったことを否定している。バムキンによれば「6月末にロジャーはジブラルタル政府との契約を結んだ。ウィキメディア・イギリスがこの政府と関係を持っていないため、明らかな利益相反は存在しないが、その可能性は否定できない。…この契約は〔投稿者に向けた〕研修の提供とQRペディアの飾り板の作成を内容としており、それに関連する記事の編集に対する報酬は含まれていない」。
2012年9月20日、ウィキメディア・イギリスはバムキンが理事を辞任したと発表した。同支部の理事長であるクリス・キーティングによれば「ロジャーは常に自分がビジネスをする上での利害に対して隠し事をせず、誠実に行動した…。しかし我々はロジャーが理事会から退くのがベストだという意見で一致し、理事会は彼の辞任を受け入れた」。
2012年9月21日、ジブラルタル・クロニクルはジブラルタル政府の主張を掲載した。それによると、ジブラルタルに関する記事の注目度を上げるためにバムキンに報酬を支払ったという説には何の根拠もないという。政府はバムキンが「ジブラルタルのウィキペディア」に投稿するボランティアの利用者のための研修とQRコードの作成に関するアドバイスを続けているとも述べている。クロニクル紙は、政府が「ジブラルタル独自のウィキペディアを持つことを目指しており」、バムキンが自分たちのウィキペディアを「発展させるため大きな役割を果たす」人物であると考えているとも報じている。
やはり2012年9月21日にはウィキメディア・イギリスがジブラルタルペディアとは何ら正式な関係にないというプレスリリースを出している。「共通の理念と目標を打ち出している」ジブラルタル政府との合意に達したならば、ジブラルタルペディアを正式に支援したいとも述べつつ、非営利であるためプロジェクトに資金提供はしておらず、「唯一出来ることは『ウィキペディアを編集するには』というリーフレットを提供するぐらいだが、それはどこの機関に対しても行っているような類のことである」とも記している。